# Бухтияров, Валерий Иванович
Вале́рий Ива́нович Бухтия́ров (род. 14 октября 1961, Новосибирск) — российский химик, доктор химических наук, профессор, специалист в области физикохимии поверхности, гетерогенного катализа и функциональных наноматериалов, академик РАН (2016) и Европейской академии (2020), лауреат премии имени А. А. Баландина (2016).

## Биография
Родился 14 октября 1961 года в Новосибирске.
В 1983 году — с отличием окончил Новосибирский государственный университет, специальность «химик».
С 1983 года и по настоящее время — работает в Институте катализа имени Г. К. Борескова, где прошел путь от стажера-исследователя до заместителя директора Института по научной работе (2002—2015) и директора (с 2015 года).
В 1989 году — защитил кандидатскую диссертацию.
С 1995 по 2000 год — был ученым секретарем Института.
В 1999 году — защитил докторскую диссертацию, тема: «От монокристаллов к наночастицам: молекулярный подход к изучению причин каталитического действия серебра в реакции эпоксидирования этилена».
С 2000 года — заведует лабораторией исследования поверхности, руководит Отделом гетерогенного катализа.
С 2000 года — руководит кафедрой катализа и адсорбции факультета естественных наук НГУ.
В 2003 году — утверждён в звании профессора.
В 2008 году — избран членом-корреспондентом РАН.
В 2013 году — назначен главным учёным секретарем Сибирского отделения РАН.
В октябре 2016 года — избран академиком РАН.

## Научная деятельность
Специалист в области изучения элементарных химических процессов на поверхности твердых тел, в том числе с использованием современных физических методов in situ, установление взаимосвязи «структура — активность» в гетерогенных катализаторах, разработка способов управляемого синтеза функциональных наноматериалов для каталитических приложений.
Цель исследований — установление структуры активных центров катализаторов, их трансформации в условиях протекания каталитической реакции и установление взаимосвязи между строением и составом поверхности гетерогенного катализатора и его каталитическими свойствами в промышленно важных реакциях.
Автор и соавтор более 220 научных работ и 13 патентов на изобретения.
Под его руководством защищены 10 кандидатских диссертаций.

### Участие в научных организациях[2]
- избирался членом Экспертного совета Берлинского источника синхротронного излучения (BESSY)
- член Совета EFCATS (European Federation of Catalytic Societies)
- координатор российской части проекта «Развитие методов исследования in situ твердых поверхностей» (совместно с Институтом Фрица Габера (Общество Макса Планка, Берлин))
- заместитель председателя Объединенного ученого совета СО РАН по химическим наукам
- член диссертационных советов Д 003.012.01 при Институте катализа и Д 003.051.01 при Институте неорганической химии СО РАН
- главный редактор журнала «Кинетика и катализ» и член редколлегий «Журнала структурной химии» и «Journal of Energy Chemistry»

## Избранные научные публикации[4]
1. Бухтияров В. И., Слинько М. Г. Металлические наносистемы в катализе. Успехи химии, 2001, т. 70, № 2, 147—159.
2. Бухтияров В. И. Изучение природы адсорбированных частиц как мост между наукой о поверхности и катализом: Рассмотрение проблем «pressure and material gap». Кинетика и катализ, 2003, т. 44, № 3, 457—470.
3. Bukhtiyarov V. I., Kaichev V. V., Prosvirin I. P. X-ray photoelectron spectroscopy as a tool for in-situ study of the mechanisms of heterogeneous catalytic reactions. Topics Catalysis, 2005, v.32, 3-15.
4. Бухтияров В. И. Современные тенденции науки о поверхности в катализе. Установление взаимосвязи структура-активность в гетерогенных катализаторах. Успехи химии, 2007, т. 76, № 6, 596—627.

## Награды
- лауреат фонда имени М. А. Лаврентьева для молодых ученых (2003) — за выдающийся вклад в развитие Сибири и Дальнего Востока[5]
- Премия имени А. А. Баландина (совместно с А. Ю. Стахеевым, И. В. Коптюгом, за 2016 год) — за серию работ «Наноструктурирование активного компонента — метод управления каталитическими свойствами нанесенных металлических катализаторов в реакциях гидрирования и окисления»
- Орден Дружбы (5 февраля 2024 года) — за большой вклад в развитие отечественной науки, многолетнюю плодотворную деятельность и в связи с 300-летием со дня основания Российской академии наук[6]